# Ferenc Székelyhidy
Ernő Ferenc Székelyhidy (Teiuș (comtat d'Alba, Transsilvània, Romania), 4 d'abril, 1885 – Budapest, 27 de juny, 1954), va ser un cantant d'òpera (tenor) hongarès.

## Biografia
Va estudiar dret a Cluj-Napoca i després va estudiar cant amb Ödön Farkas. El 1909, va actuar a l'Òpera en el paper principal de Hunyadi László. Va ser cantant de la companyia fins al 1945 i membre permanent des del 1923. El 1911 i el 1912, va actuar en papers menors al Festival de Bayreuth. El 16 de febrer de 1924, va ser el primer estudiant de Kálmán a l'estrena de Carnaval Wedding d'Ede Poldini. Va ensenyar a l'Acadèmia de Música entre el 1933 i el 1944. Els seus alumnes més destacats van ser Sándor Kónya i Rózsi Delly. Va cantar papers de tenor heroic, però també va interpretar oratoris. La seva esposa va ser la cantant d'òpera Rózsi Marschalkó (1887 –1967, mezzosoprano).
Va fer contribucions significatives a la popularització de la cançó i les cançons populars hongareses. Zoltán Kodály li va dedicar les seves cançons per a veu de tenor. El 19 de novembre de 1923, va cantar el solo de tenor de l'obra a l'estrena de Psalmus Hungaricus.
La seva tomba, que forma part del Cementiri Nacional, es troba al cementiri de Farkasrét a Budapest (parcel·la 21/A, secció N/A, fila 1, tomba 6/7).

## Els seus papers principals
- Jr. Emil Ábrányi: Paolo i Francesca — Paolo
- Ernő Dohnányi: La torre del voivoda — Talabér
- Ferenc Erkel: László Hunyadi — paper titular
- Erkel: Herois sense nom — Elek
- Gluck–Fuchs: La reina de maig - Marquès Monsoupir
- Jenő Hubay: Anna Karenina — Vronsky
- Franz Lehár: Terra dels somriures — Szu-Chong
- Leoncavallo: Pagliacci — Canio
- Mozart: Don Giovanni — Don Ottavio
- Mozart: Die Entführung aus dem Serail — Belmonte
- Mozart: La flauta màgica — Tamino
- Poldini Ede: Casament de carnaval — Kálmán Diak
- Rossini: El barber de Sevilla – Comte Almaviva
- Richard Strauss: Salomé — Narraboth
- Verdi: Rigoletto — El príncep de Màntua
- Wagner: Der fliegende Holländer — Erik
- Richard Wagner: Die Meistersinger von Nürnberg — Walter von Stolzing; Kunz Vogelsang
- Wagner: Das Rheingold – Froh
- Wagner: Parsifal — paper principal; Primer

## Premis
- Corvin-koszorú (1930)